# Draconian
Draconian is een Zweedse doommetalband, die in 1994 te Säffle werd opgericht onder de naam KERBEROS.

## Geschiedenis
De band bestond oorspronkelijk uit Johan Ericson (drums, zang), Andy Hindenäs (gitaar) en Jesper Stolpe (basgitaar, zang). In het begin maakten ze deathmetalmuziek met invloeden van black metal. Na zeven maanden voegde zanger-dichter Anders Jacobsson zich bij de groep en werd de naam 'Draconian' aangenomen. Later kwam Lisa Johansson erbij en wijzigde de muzikale stijl in gothic metal en doommetal.

## Bandleden

### Huidige leden
- Johan Ericson – zang, gitaar (1994-heden)
- Anders Jacobsson – zang (1995-heden)
- Jerry Torstensson – drums, percussie (2000-heden)
- Daniel Arvidsson –  gitaar (2005-heden)
- Lisa Johansson - zang (2001-2011, 2022-heden)
- Niklas Nord - basgitaar (2022-heden)

### Voormalige leden
- Susanne Arvidsson – zang, toetsen (1995-1997)
- Heike Langhans– zang (2012-2021)
- Daniel Änghede - basgitaar
- Andy Hindenäs – gitaar (1994-2000)
- Magnus Bergström – gitaar (1995-2005)
- Jesper Stolpe – basgitaar (1994-2002, 2004-2006)
- Thomas Jäger – basgitaar (2002-2004)
- Andreas Karlsson – toetsen, programmering (1997-2008)
- Fredrik Johansson - basgitaar (2005-2016)

### Sessiemuzikanten
- Jessica Eriksson – fluit, zang op Shades of a Lost Moon
- Andreas Haag – toetsen on Shades of a Lost Moon
- Olof Götlin – viool op Where Lovers Mourn
- Paul Kuhr – zang op Turning Season Within

## Discografie

### Studioalbums
- Where Lovers Mourn (2003)
- Arcane Rain Fell (2005)
- The Burning Halo (2006)
- Turning Season Within (2008)
- A Rose for the Apocalypse (2011)
- Sovran (2015)

### Singles
- No Greater Sorrow (2008)
- The Last Hour of Ancient Sunlight (2011)
- Demon You/Lily Anne (2012)
- Stellar Tombs (2015)
- Rivers Between Us (met Daniel Änghede, 2015)

### Demo's
- Shades of a Lost Moon (1996)
- In Glorious Victory (1997)
- The Closed Eyes of Paradise (1999)
- Frozen Features (2000)
- Dark Oceans We Cry (2002)

### Muziekvideo's
- The Last Hour of Ancient Sunlight (2011)
- Stellar Tombs (2016)